# Mērsrags
Mērsrags är en kommunhuvudort i Lettland.   Den ligger i kommunen Mērsraga novads, i den västra delen av landet, 70 km nordväst om huvudstaden Riga. Mērsrags ligger 5 meter över havet och antalet invånare är 1 860.
Terrängen runt Mērsrags är mycket platt. Havet är nära Mērsrags åt nordost. Runt Mērsrags är det glesbefolkat, med 19 invånare per kvadratkilometer. Mērsrags är det största samhället i trakten. I omgivningarna runt Mērsrags växer i huvudsak blandskog.